# 佐藤章 (パイロット)
佐藤 章（さとう あきら、1894年〈明治27年〉10月28日 - 1921年〈大正10年〉11月3日）は、大正時代に活躍した日本の民間パイロット。民間飛行家の草分け。章は飛行家になってからの雅号であり、本名は佐藤要蔵。死後、彼のよき理解者のひとりであった東京日日新聞の小野蕪子からは「飛行詩人」と称された。

## 人物略歴
秋田県仙北郡金沢西根村字下菻沢（現美郷町）に佐藤平治・富子夫妻の三男として生まれた。佐藤家は、章の祖父金重の代に永苗字帯刀が御免となった地主で、父平治は幼少期に同じ村の佐藤長左衛門家から養子に出され、のちに生まれた金重の娘富子と結婚した。
金沢西根尋常小学校を4年で修了した後、隣りの平鹿郡角間川町（現大仙市）の高等小学校に2年通った。低学年のころの章はあまりに小柄だったので家人は通学に付き人をつけようとしたものの意地でも一人で通いとおし、高等小学校でも「在郷の衆（いなか者）」とからかわれたが相手のガキ大将に相撲の一騎討ちを申し込んでみごと勝利したという逸話がのこる。負けん気の強い少年で、空への憧れはそのころから強く、友人の傘を落下傘に2階から飛び降りたこともあったという。
1908年（明治41年）、旧制横手中学校（秋田県立横手高等学校の前身）に入学。絵を描いたり、俳句づくりに凝ったりしたこともあったが、読書に熱中し、とくに押川春浪の冒険小説によって冒険心をかきたてられ、軍人にあこがれ、陸軍幼年学校への入学も考えたが失敗している。1913年（大正2年）、上京して正則英語学校に入学、さらに早稲田大学理工学部に進んだが中退した。
1915年（大正4年）3月、故郷の父母に遺言書を送り、坂本寿一に血書でしたためた嘆願書を送って東洋飛行学校への入学を果たした。しかし、1,000円という多額の授業料・機体損害保証金を徴収しておきながら、坂本はろくに授業せずに遊興にふけっていたため、同年8月、東洋飛行学校に見切りをつけて退学、章は払い込んだ授業料の返還を求めて訴訟を起こしている。その後、青山自動車運転講習会に入り、1916年（大正5年）8月、帝国飛行協会第2期練習生募集に応じて合格、練習生は所沢で合宿生活を送ることとなった。1917年（大正6年）2月26日に初飛行、所沢－駒沢間の往復に成功し、滞空時間はあわせて90分程度であった。この年5月、新潟県長岡市での長岡300年祭の祝賀飛行、8月には北陸連絡飛行をおこない、糸魚川には章の後援会ができたほどであった。。当時を知る航空関係者は、章はこのころ「飛ぶたびになにか新記録をつくって、私たちを興奮させたものでした」と回顧している。11月の所沢から東京への帝都訪問飛行では、当時の民間飛行高度記録である2,130メートルを打ち立てている。四国一周、東京―大阪間無着陸飛行などもおこない、1918年（大正7年）6月13日には協会を辞職して群馬県太田市の中島飛行機製作所（現・SUBARU）に移った。
1918年（大正7年）に、章は当時まだ珍しかった宙返りを成功させた。水田嘉藤次・山県豊太郎・章の3人は「中島飛行機の宙返り3羽ガラス」と称された。中島飛行機製作所では、章は試作機のテストパイロットと、のちに開校した飛行学校の教官を兼ねた。テスト飛行では、何度か墜落して人事不省に陥ったこともある。6月13日の事故では自身足を骨折し、同乗の練習生周防道喜は亡くなってしまった。こうしたとき東京―大阪間の郵便飛行の企画が発表され、章の出場が取りざたされていた。章の負傷は思ったよりも回復が早く、9月20日には全快飛行をおこない、
という短歌を詠み、周防の死を悼みつつも自らの飛行に対する思いをここに託した。そして、1919年（大正8年）10月20日におこなわれた第1回東京-大阪懸賞郵便飛行大会では6時間59分という予想をうわまわる好成績で優勝、往復を完翔したのは章と福井県出身の山県豊太郎の2機のみで、山県の所要時間は8時間28分であった。恩賜金など1万2,000円の賞金、金銀賞牌、軍刀、カメラなど20数点の副賞を手にし、名実ともに日本一の民間飛行家と呼ばれるにいたった。翌月の11月9日、章は郷土訪問飛行で故郷秋田県に錦をかざった。中島式四型の機体は貨車で飯詰村の奥羽本線飯詰駅に輸送された。六郷町（現美郷町）の明田地野飛行場は6万人の人垣でうまり、歓呼の声は空に届かんばかりの大人気であったといわれる。章は、故郷の人びとを前に3回宙返りを演じてみせたという。その後、そのまま章は秋田市手形まで飛行し、翌日は、手形練兵場で鮮やかな飛行を秋田市民に披露した。
その後、中島飛行機製作所も退社して、自家用機アキラ号で1921年（大正10年）4月に日本アルプス越えに成功、長野県松本市の数万の観衆を熱狂させたという。この年、5万円懸賞九州・上海間飛行競技会が予定されていたが、アキラ号は曲乗り用の小型機だったので、在京秋田県人会は章を後援し、初の海洋横断に耐える飛行機として「秋田号」の建造に名乗りをあげた。章自身も県内各地の連絡飛行で宣伝につとめ、秋田県知事名尾良辰が後援会長に就任するなど、「秋田号」建造はまるで県民運動の様相を呈したという。南秋田郡土崎港町の芸妓衆も宴席で、
という都都逸風の音曲で宣伝に協力したといわれている。
しかし、明治節にあたる1921年11月3日午後2時30分、千葉県津田沼（現習志野市）で練習生の武石新蔵（秋田県雄勝郡山田村出身）をアキラ号に乗せ訓練飛行中に墜死。享年29歳（数え）。死去の数日前に男児が生まれたばかりであり、くに子夫人は郷里新潟県に帰省していたという。

## 家族
- 祖父：佐藤金重
- 父：佐藤平治
- 母：佐藤富子
- 妻：くに子（新潟県出身）

## 「秋田号」と「佐藤章胸像」
完成した「秋田号」は、1924年（大正13年）に明天地野飛行場に降り立ち、後援会の手で大日本帝国陸軍に寄付された。
1924年にはまた、彫刻家朝倉文夫の手による佐藤章胸像が秋田市千秋公園に建てられた。胸像は、戦前戦後長らく千秋公園の秋田市立美術館前にあったが、現在は故郷に近い美郷町南運動公園（仙北郡美郷町飯詰字糠渕）に移されている。